# 遠藤利彦
遠藤 利彦（えんどう としひこ、1962年 - ）は、日本の教育心理学者。学位は、博士（心理学）（九州大学・2013年）。東京大学大学院教育学研究科総合教育科学専攻教育心理学コース教授。

## 略歴
山形県生まれ。東京大学教育学部卒。同大学院教育学研究科博士課程単位取得後退学、2013年「「情の理」論 情動の機能性と法則性をめぐる心理学的考究」で九州大学より博士（心理学）の学位を取得。聖心女子大学助教授、九州大学助教授、京都大学大学院教育学研究科助教授を経て、2009年東京大学大学院教育学研究科教授。発達保育実践政策学センター (Cedep)・副センター長。

## 著書
- 『喜怒哀楽の起源 情動の進化論・文化論』 (岩波科学ライブラリー）岩波書店 1996
- 『「情の理」論 情動の合理性をめぐる心理学的考究』東京大学出版会 2013
- 『赤ちゃんの発達とアタッチメント 乳児保育で大切にしたいこと』ひとなる書房 2017

### 共編著
- 『心理学の新しいかたち 方法への意識』下山晴彦、子安増生編著、鹿毛雅治、吉田寿夫、佐藤達哉共著 誠信書房 2002
- 『読む目・読まれる目 視線理解の進化と発達の心理学』編 東京大学出版会 2005
- 『アタッチメント 生涯にわたる絆』数井みゆき共編著 ミネルヴァ書房 2005
- 『発達心理学の新しいかたち』編著（心理学の新しいかたち）誠信書房 2005
- 『心理学総合事典』海保博之、楠見孝監修、佐藤達哉、岡市廣成、大渕憲一、小川俊樹共編 朝倉書店 2006
- 『アタッチメントと臨床領域』数井みゆき共編著 ミネルヴァ書房 2007
- 『はじめての質的研究法 事例から学ぶ 生涯発達編』秋田喜代美、能智正博監修、坂上裕子共編 東京図書 2007
- 『乳幼児のこころ 子育ち・子育ての発達心理学』佐久間路子、徳田治子、野田淳子共著 有斐閣アルマ 2011
- 『心のかたちの探究 異型を通して普遍を知る』鳥居修晃、川上清文、高橋雅延共編 東京大学出版会 2011
- 『赤ちゃん学を学ぶ人のために』小西行郎共編 世界思想社 2012
- 『「甘え」とアタッチメント 理論と臨床』小林隆児共編 遠見書房 2012
- 『社会・文化に生きる人間』氏家達夫共責任編集 新曜社（発達科学ハンドブック）2012
- 『よくわかる情動発達』石井佑可子、佐久間路子共編著 ミネルヴァ書房（やわらかアカデミズム・〈わかる〉シリーズ）2014
- 『本当のかしこさとは何か 感情知性〈EI〉を育む心理学』（心理学叢書）日本心理学会監修、箱田裕司共編 誠信書房 2015

### 翻訳
- M.ルイス『恥の心理学 傷つく自己』高橋惠子監訳、上淵寿、坂上裕子共訳 ミネルヴァ書房 1997
- ディラン・エヴァンズ『感情』（1冊でわかる）岩波書店 2005
- ピーター・フォナギー『愛着理論と精神分析』北山修共監訳 誠信書房 2008
- W.スティーヴン・ロールズ、ジェフリー・A.シンプソン編『成人のアタッチメント 理論・研究・臨床』谷口弘一、金政祐司、串崎真志共監訳 北大路書房 2008
- カール・ハインツ・ブリッシュ『アタッチメント障害とその治療 理論から実践へ』数井みゆき、北川恵共監訳 誠信書房 2008

## 論文
- CiNii>遠藤利彦